# Stainach-Pürgg
Stainach-Pürgg é um município da Áustria, situado no distrito de Liezen, no estado da Estíria. Tem 72,95 km² de área e sua população em 2019 foi estimada em 2.845 habitantes.